# Galatië
Galatia of Galatië was in de oudheid een streek in Centraal-Anatolië.
Galatia werd bewoond door de Galaten. Dit volk stamt af van de Kelten die in de 3e eeuw v.Chr. onder leiding van Brennus Macedonië binnenvielen. De Galaten kwamen om Nicomedes I van Bithynia te helpen in de strijd tegen zijn broer. De Galaten vestigden zich onder meer in het oostelijke gedeelte van Phrygia.
In 25 v.Chr. werd Galatië, het gebied van de Galaten in Klein-Azië, ingelijfd bij het Imperium Romanum, als onderdeel van de aan Augustus toegekende provincia Galatia, en werd bestuurd door een legatus Augusti pro praetore, die te Ancyra (Ankara) resideerde.
De apostel Paulus kwam volgens het Nieuwe Testament in de eerste eeuw na Christus naar Galatia om daar te vertellen over het leven van Christus. In zowel Handelingen, Timotheüs 2 en de Galaten wordt hiernaar verwezen.

## Culturele identiteit en taal
Hoewel zij oorspronkelijk een sterke culturele identiteit bezaten, waren de Galatiërs in de 2e eeuw v.Chr. geassimileerd (hellenisering) in de hellenistische beschaving van Anatolië.
In de tijd van de heilige Hiëronymus (347-420) (meer dan 600 jaar na de invasie van Klein-Azië) spraken sommige Galatiërs blijkbaar nog steeds de Galatische taal. Anders had Hiëronymus niet kunnen constateren dat de Galatiërs in Ancyra (Ankara) en de Treveri van Augusta Treverorum (in wat nu het Rijnland is) dezelfde Gallische taal spraken (Comentarii in Epistolam ad Galatos, 2.3, opgesteld ca. 387.).

## Voetnoten
1. ↑  Galatië

Achaea · Alexandria et Aegyptus · Africa · Alpes Cottiae · Alpes Maritimae · Alpes Poeninae · Arabia Petraea · Armenia Inferior · Asia · Britannia · Cappadocia · Cilicia · Corsica · Creta · Cyprus · Cyrenaica · Dacia · Dalmatia · Epirus · Galatia · Gallia (Aquitania · Belgica · Lugdunensis · Narbonensis) · Germania (Inferior · Superior) · Hispania (Baetica · Lusitania · Tarraconensis) · Italia · Iudaea · Lycaeonia · Lycia · Macedonia · Mauretania (Caesariensis · Tingitana) · Moesië (Inferior · Superior) · Noricum · Numidia · Pannonia (Inferior · Superior) · Pamphylia · Pisidia · Pontus et Bithynia · Raetia · Sardinia · Sicilia · Syria · Thracia

Tijdelijke bezettingen: Germania (7-9 n.Chr.) · Armenia (114-117 n.Chr.) · Assyria (116-117 n.Chr.) · Mesopotamia (115-117 n.Chr.)
Bithynië · Cappadocië · Carië · Cilicië · Dorische hexapolis · Eolië · Frygië · Galatië · Ionië · Lycaonië · Lycië · Lydië · Mysië · Pamfylië · Paflagonië · Pisidië · Pontus · Troas